# Juhász Gusztáv
Juhász Gusztáv, (Temesvár, 1911. december 19. – New York, 2003. január 20.) válogatott labdarúgó, fedezet.

## Pályafutása

### A válogatottban
1934 és 1940 között 21 alkalommal szerepelt a román válogatottban. Tagja volt az 1934-es olaszországi világbajnokságon részt vevő román csapatnak, de pályára nem lépett.

## Sikerei, díjai
- Román bajnokság
  - bajnok: 1939–40
  - 2.: 1934–35
  - 3.: 1933–34
- Román kupa
  - döntős: 1940
- Magyar bajnokság
  - bajnok: 1943–44
  - 2.: 1942–43

## Statisztika

### Mérkőzései a román válogatottban
| Románia | Románia             | Románia                     | Románia       | Románia  | Románia       | Románia           | Románia | Románia |
| #       | Dátum               | Helyszín                    | Hazai         | Eredmény | Vendég        | Kiírás            | Gólok   | Esemény |
| ------- | ------------------- | --------------------------- | ------------- | -------- | ------------- | ----------------- | ------- | ------- |
| 1.      | 1934. december 27.  | Athén (GRE)                 | Görögország   | 2 – 2    | Románia       | Balkán-kupa       | -       |         |
| 2.      | 1934. december 30.  | Athén (GRE)                 | Románia       | 3 – 2    | Bulgária      | Balkán-kupa       | -       |         |
| 3.      | 1935. január 1.     | Athén (GRE)                 | Jugoszlávia   | 4 – 0    | Románia       | Balkán-kupa       | -       |         |
| 4.      | 1935. június 17.    | Szófia, Junak Stadion (BUL) | Jugoszlávia   | 2 – 0    | Románia       | Balkán-kupa       | -       |         |
| 5.      | 1935. június 19.    | Szófia                      | Bulgária      | 4 – 0    | Románia       | Balkán-kupa       | -       |         |
| 6.      | 1935. június 24.    | Szófia (BUL)                | Románia       | 2 – 2    | Görögország   | Balkán-kupa       | -       |         |
| 7.      | 1937. április 18.   | Bukarest                    | Románia       | 1 – 1    | Csehszlovákia | Eduard Benes kupa | -       |         |
| 8.      | 1937. június 10.    | Bukarest                    | Románia       | 2 – 1    | Belgium       | barátságos        | -       |         |
| 9.      | 1937. június 27.    | Bukarest                    | Románia       | 2 – 2    | Svédország    | barátságos        | -       |         |
| 10.     | 1937. július 5.     | Łódź                        | Lengyelország | 2 – 4    | Románia       | barátságos        | -       |         |
| 11.     | 1937. július 8.     | Kaunas                      | Litvánia      | 0 – 2    | Románia       | barátságos        | -       | 46'     |
| 12.     | 1937. július 12.    | Riga                        | Lettország    | 0 – 0    | Románia       | barátságos        | -       |         |
| 13.     | 1937. július 14.    | Tallinn                     | Észtország    | 2 – 1    | Románia       | barátságos        | -       |         |
| 14.     | 1937. szeptember 6. | Belgrád, BSK Stadion        | Jugoszlávia   | 2 – 1    | Románia       | barátságos        | -       |         |
| 15.     | 1938. május 8.      | Bukarest                    | Románia       | 0 – 1    | Jugoszlávia   | Eduard Benes kupa | -       |         |
| 16.     | 1939. május 18.     | Bukarest                    | Románia       | 4 – 0    | Lettország    | barátságos        | -       |         |
| 17.     | 1939. május 24.     | Bukarest                    | Románia       | 0 – 2    | Anglia        | barátságos        | -       |         |
| 18.     | 1939. június 11.    | Bukarest                    | Románia       | 0 – 1    | Olaszország   | barátságos        | -       |         |
| 19.     | 1940. április 14.   | Róma                        | Olaszország   | 2 – 1    | Románia       | barátságos        | -       |         |
| 20.     | 1940. május 19.     | Budapest, Üllői úti pálya   | Magyarország  | 2 – 0    | Románia       | barátságos        | -       |         |
| 21.     | 1940. július 14.    | Frankfurt                   | Németország   | 9 – 3    | Románia       | barátságos        | -       |         |
|         | Összesen            |                             |               | 21       | mérkőzés      |                   | 0       | gól     |